# Toftavatn
A Toftavatn Feröer negyedik legnagyobb tava Eysturoy szigetén, Toftir közelében. Runavíktól délre található.

## Élővilág
Környéke gazdag állat- és növényvilággal büszkélkedhet, itt találhatók többek között Feröer legnagyobb hangamezői. A madárvilág nyáron a legélénkebb, amikor a költöző madarak visszatérnek költeni Feröerre a melegebb vidékekről, ahol a telet töltötték. A környéken több kisebb tó is található, amelyek számtalan ritka madárfajnak adnak otthont.

## Turizmus
A tókerülő séta mintegy két órát vesz igénybe. Az útról rálátni Tórshavnra is. A runavíki idegenforgalmi iroda kérésre madármegfigyelő túrákat indít. Ugyanitt horgászati engedély is váltható a tóra (ára egy napra 50, egy hétre 80, egy évre 100 korona). A főszezon májustól októberig tart. Legjellemzőbb hala a sebes pisztráng.